# 最终幻想VIII
《最终幻想VIII》（台港旧译「太空战士VIII」）是由史克威尔（现史克威尔艾尼克斯）在1999年於PlayStation平台上发行的电子角色扮演游戏，是最终幻想系列第八部正传，同年本作也移植至Windows平台。因當時史克威爾授權的港台攻略本與媒體使用港台舊譯「太空戰士8」，所以港台許多老玩家稱此作為太8。是系列首部完全使用现实比例角色造型的作品。游戏系統取消了一貫消費魔力值发动魔法的方式，改以新創的抽取指令搭配結合系統以培養角色。本作同前作FF7一般採用了具多種現代科技元素的世界觀，但也有著如「魔女」這種具有強大魔力的神秘存在。遊戲讲述了一群佣兵學園學生——隶属于組織“SeeD”——的故事，劇情裡主角群的行動深受世上多數存在的「魔女」所影響，而魔女中強大者甚至能壓縮時間，牽動着角色們的過去與未來。主角史克爾成為SeeD後的首次任務，即被捲入刺殺暗地掌控一國之魔女「Edea」的行動中。
《最终幻想VIII》从1997年开始研發，长期负责系列音樂的植松伸夫继续为本作配乐，但為系列中首次使用歌手演唱之主题曲——王菲的《Eyes on Me》。PlayStation版本的全球累計銷量達800萬套以上。游戏于2009年作为PSone Classics作品在PlayStation Network上发布。2006年获得日本杂志《Fami通》读者投票的史上最佳游戏第22名。
2019年8月20日於德國科隆遊戲展Gamescom上，史克威爾艾尼克斯宣布將發售本作的Remastered版，命名為《Final Fantasy VIII Remastered》，定於9月3日發售。

## 玩法
如同之前的最终幻想作品，《最终幻想VIII》有三种主要遊戲環境模式：世界地图、進入城鎮或迷宮中的场景地图、遇敵後的战斗画面。世界地图为3D图形，玩家可以在上面自由穿梭，并能切换出小世界地图导航；角色有多种在世界地图遊歷的方式，包括步行、乘汽车、骑陆行鸟、坐火车，以及驾驶飞空艇。场景地图使用3D预渲染製成的2D背景呈现诸如城镇或森林等环境場所，玩家控制的3D角色再叠加到一层或多层的预渲染背景上。战斗畫面显示的街道、建物背景為即時3D運算而成，玩家角色和AI控制的敌人在此背景中进行回合制战斗。如同前作，本作依然使用選單式戰鬥界面，但本次没有使用传统的武器和防具系统，而另增加以接合系统強化角色的新玩法。《最终幻想VIII》中还有一个卡牌收集小游戏“三三合会”。

### 结合系统
《最终幻想VIII》使用以召唤兽为基础的战斗系统，召唤兽於本作被称为“Guardian Forces”，缩写为“G.F.”。当玩家给某名角色裝備（结合）G.F.后，就可以使用物理武器之“攻击”以外其他的战斗指令，如魔法、G.F.（唤出已结合的召唤兽助戰）、道具，还有抽取（抽取敌人的魔法技能并储存，抑或直接用于战斗）。在之前的系列作品中，各角色都有限定的魔力值，并随发动魔法而消耗；而在FF8中，魔法由抽取——包括战斗中自敌人身上抽取，與从分布在各地的抽取点得到——或自行从特定道具与卡牌中精炼而来。魔法会定量储存在角色身上（每人至多安上32種魔法，每種魔法至多储存100回使用次數），并随着发动而一个个消耗。角色与G.F.结合后，还可以将魔法与角色能力值——如力量、精神和幸运——结合，获得不同加成。结合系统的灵活性给了玩家寬廣的角色培養方式。
除在战斗中发动強力攻击外，《最终幻想VIII》中召唤兽在其他用途上和其他最终幻想作品有显著不同。结合系统还代替着前作中提升角色能力的防具、饰品。此外在先前的作品中，玩家需要为角色更換装备各色武器，但在FF8中，主角群全都使用自己的专属武器，武器可以升级，并同时影响其外观、威力和极限技。

### 极限技
如同《最终幻想VII》，《最终幻想VIII》的角色也有名为“极限技”的专属特殊攻击。《最终幻想VII》的极限技在角色收到充分的伤害后触发，而《最终幻想VIII》的极限技则由角色当前生命值决定——当角色生命值低下的时候更有可能发动极限技。“斗气”魔法会提升极限技的出现几率，且无论角色余下的生命值如何皆可发动，同时一些负面状态会阻止极限技发动。这和《最终幻想VI》的濒死技能类似，当角色生命值低到一定水平，生命量表从白色变为黄色时，就会随机触发。
《最终幻想VIII》还使用互动元素与极限技的發動配合。互动类型从随机选取魔法到限時输入某些按键次序等，具体因角色、武器和极限技有别。成功完成互动会提升極限技的攻击威力。

### 经验值等级
《最终幻想VIII》使用了和系列前作大相径庭的经验值与等级系统。在战斗击败敌人——通常仅限随机敌人——后会获得经验值，累积经验可以升级继而提升角色，在这点上本作和前作相似。然而前作中每升一级后，再升级所需的经验值就会增长（比如升上2级所需经验为200，升上3级为400等），但FF8中角色升级始终只需要定額的1,000经验值。与此同时，世界中所有敌人的等级會受队伍平均等级影响，而不像大多数RPG中同一怪物的強度不變，或初期冒險地点的敌人往往实力较弱容易击败。即是玩家的隊伍等級越高，敵人的等級也會同時上升，同一敵人在高等级狀態的攻防皆會相應提升，有可能掌握更多特殊攻击、发动额外魔法，戰勝獎勵也可能增加。头目敵人不会给经验值，但会给大量AP。
召唤兽除了升级外，还能在战斗后获得能力點數（AP），AP会自动分配给召唤兽来学习特殊技能。当召唤兽学会一种能力后，就可由其结合角色使用，若其为场景能力则是全队使用。这些能力如让角色打出更多伤害、从道具中提炼魔法、在升级时获得能力加成、远程召唤商店，以及额外的战斗指令等。

## 情节

### 设定与角色
《最终幻想VIII》主要设定在一个虛構世界和月球上。世界觀主要由现代元素构成，但同时含有一些未来主义元素。游戏中世界包含五块主要大陆，最大的艾斯塔大陆在地图上覆盖东部大部分面积。第二大的大陆是加尔巴迪亚，位于世界西方，有许多游戏必經之所。最北端的大陆特拉比亚是冰原地区。在世界地图大致中部的是巴拉姆，它是最小的陆地，这大島即是游戏开始之处。中部还有一块大陆比较小，因为“月之泪”——怪物从月球墜落到地球事件——的影响，变得荒凉、千疮百孔，遍布著岩石。
南端的陆地由破碎分离的群岛组成。游戏世界余下的地方是海洋和岛屿，其中只有少量杳無人跡的场景可以進入游玩。
《最终幻想VIII》的六名主角是：斯考尔·莱因哈特，为避免露出脆弱而集中注意力于任务而的独来独往者；莉诺雅·哈蒂莉，始终从心所愿、坦率热情的年轻女子；奎斯提斯·翠普，學園裡严肃、有耐心的年輕女性教官；赛尔·迪恩，对热狗有激情的武术家；瑟尔菲·蒂尔米多，喜欢列车的开朗少女，飞空艇诸神之黄昏的驾驶员；亚威恩·基尼亚斯，善於討好女性的一流狙擊手。其他临时操作角色有，在玩家角色“梦境”场景出现的拉格纳·雷法尔、奇洛斯·席格尔和沃德·萨巴库，以及敌对角色塞法·亚尔马西和伊迪雅·克拉默。

### 故事
在游戏开始时，斯考尔和赛法在军事院校巴拉姆学院外的训练课上决斗，决斗中二人都给对方留下了伤疤。就在同时，加尔巴迪亚入侵多兰公国，多兰只得雇佣巴拉姆学院派精英佣兵部队“SeeD”援助。SeeD将此任务当作学员的期末考试；在教官奎斯提斯的协助下，斯考尔取得了参加任务的资格，并与赛法和赛尔分为一组。任务中，赛法违反命令，擅自抛下队友，负责传令的瑟尔菲不得不在任务期间陪同斯考尔与赛尔。任务结束后，SeeD阻止了加尔巴迪亚的先遣部队；斯考尔、赛尔和瑟尔菲毕业成为SeeD，而赛法因违反纪律未能毕业。在毕业舞会中，斯考尔遇到了和他个性看起来相反莉诺雅。在赛尔和斯考尔接受命令，协助莉诺雅在被加尔巴迪亚占领的汀泊的反抗组织后，斯考尔得知加尔巴迪亚最近战争是因为背后一名叫伊迪亚的魔女。在巴拉姆和加尔巴迪亚学院的联合命令下，斯考尔和他的伙伴——包括新加入的莉诺雅、奎斯提斯和亚威恩——试图暗杀伊迪亚。然而魔女挫败了这个计划，队伍被关入监狱。在计划中，斯考尔一行知道赛法离开学院成为伊迪亚的副手。
在团队逃脱后，伊迪亚发射导弹轰击了特拉比亚学院。因担心伊迪亚计划的下一个目标是巴拉姆学院，团队兵分两路。斯考尔一队返回巴拉姆发出通知警告，但他们要先阻止SeeD投资人诺古煽动的学院内斗。瑟尔菲一队前往导弹基地阻止发射然而没有成功。斯考尔不小心触发了巴拉姆学院的“移动堡垒”形态，让学院躲避了导弹；然而因为不会控制学院，它撞上了渔人之地平线的码头。在当地技师修复学院时，加尔巴迪亚军队开始寻找一名叫艾隆妮的女孩，而她知道最近都在巴拉姆学院。艾隆妮最终逃到世界超级科技大国艾斯塔。斯考尔在见到艾隆妮时，知道了曾将他和伙伴“传送”到17年前的过去正是她，她徒劳的想要改变现状。游戏通过考尔一行的“梦境”，分多次倒叙了拉格纳和他两个伙伴奇洛斯与沃德的故事——拉格纳从加尔巴迪亚士兵到一个乡村的保护者，再从魔女阿黛尔抵抗运动领导者到艾斯塔总统。
斯考尔因当前事态产生了个人焦虑，如他被希德学院长任命为SeeD新长官，以及他对莉诺雅的感情逐渐增长。在调查毁坏的特拉比亚学院时，斯考尔与伙伴得知，他们（除莉诺雅）、赛法和艾隆妮都是一起在伊迪亚的孤儿院长大的；他们在分开后，因为G.F.的使用而逐渐失去记忆。他们还得知，学院和SeeD正是希德和伊迪亚为打败堕落的魔女而建。在获悉这些之后，由斯考尔和赛法分别领导的巴拉姆学院和加尔巴迪亚学院在孤儿院上空展开了大战。在巴拉姆击败加尔巴迪亚后，玩家得知伊迪亚只不过是阿尔迪米西娅——来自未来，希望将时间压缩为单一时刻的强大魔女——不得已而使用的工具；她正是为压缩时间寻找艾隆妮。伊迪亚在和SeeD的决定性战役中败阵，阿尔迪米西娅只得将她的力量转移到莉诺雅身上；伊迪亚恢复了正常，但莉诺雅却陷入昏迷。斯考尔为了让他苏醒，背着她前往艾斯塔寻找艾隆妮，他确信她能帮助莉诺雅恢复。
在莉诺雅被送往艾斯塔空间站后，阿尔迪米西娅操控她将魔女阿黛尔从轨道监狱中解放。阿尔迪米西娅之后命令赛法启动月之潘多拉设备，如雨般的怪物夹带着阿黛尔的封印设备从月球落向星球。阿尔迪米西娅选择阿黛尔成为她的下一个宿主，并在外太空放弃了莉诺雅。斯考尔将她救出，并搭乘遗弃的星际飞船回到了星球。在着陆后，艾斯塔代表因恐惧莉诺雅的魔女能力而将其隔离，接着斯考尔救出了她。总统拉格纳对此事表示歉意，并说明了Odine博士的计划——先让阿尔迪米西娅占据莉诺雅，艾隆妮将莉诺雅（也就包括把阿尔迪米西娅）送到过去后再送回现在，让阿尔迪米西娅成功发动时间压缩，斯考尔一行再籍此到达阿尔迪米西娅的时代。斯考尔一行为此进入了月之潘多拉，击败了赛法和阿黛尔，莉诺雅由此继承了阿黛尔的魔女之力。紧接着时间压缩发动；斯考尔与伙伴穿越到了阿尔迪米西娅的时代并将其击败。
在击败阿尔迪米西娅后，世界开始回归正常；但斯考尔却几乎在时间之流中迷失。他见证了游戏故事的开端——当垂死的阿尔迪米西娅回到过去，将她的力量传送给伊迪亚时，斯考尔也告知了伊迪亚她将创建的学院与SeeD的概念。之后在莉诺雅的帮助下，斯考尔正确回想起了他的记忆并回到现在。结局动画描绘了斯考尔回到现在后的事件。已不属于学院的赛法和他伙伴风神与雷神重聚；拉格纳拜访了铃的墓（并回忆了他向她的求婚），同去的还有艾隆妮、沃德和奇洛斯；学院举办了庆祝会，斯考尔和莉诺雅在月光下接吻。

## 开发
《最终幻想VIII》从1997年开始开发，当时正值《最终幻想VII》英语版本的制作中。起用《最终幻想VII》的许多制作人員，系列创作者坂口博信担任执行制作人，他主要负责《最终幻想：灵魂深处》的开发，并将《最终幻想VIII》总监一职让给北濑佳范。桥本真司被坂口任命为制作人，而游戏和战斗系统由分别由北濑和伊藤裕之设计。

### 视觉设计
北濑自开始就确认他想要奇幻和现实结合的主题。为此他打算使用一群看似普通人的角色。角色设计兼战斗视觉总监野村哲也和艺术总监直良有佑为达到此效果，使用了现实比例的角色造型——和前作使用的超级变形设计不同。此外直良以明亮的灯光效果为主导并适当分配阴影，来试图强化世界的真实感。游戏还採用了其他措施，如玩家可以租车在游戏世界中旅行，以及使用动作捕捉技术让游戏全动态影像中角色的动作更为逼真。
直良在《Fami通》的采访中称，游戏大体设计为“明亮、清新的最终幻想”。设计师觉得有必要反转系列之前的气氛——那种“从黑暗中浮现光亮”的感觉。因开发者大都参与过《最终幻想VII》开发，并认为这种新方向可以接受，故他们很容易便做出此决策。大多数职员因《最终幻想VII》时系列初次進入3D遊戲制作而累積的經驗，此次更能順利打造FF8的世界设计。开发者称，他们还为《最终幻想VIII》尝试过“将未来、现实世界和幻想结合起来”。出于北濑希望為游戏加入异域風情，游戏场景使用了世界各地的风格，同时保持了幻想氛围。這些場景的灵感包含古埃及和古希腊建筑，到法国巴黎，再到理想化的未来欧洲社会。游戏不同聚落有各自的旗帜，它们依據落群的历史和文化设计。而与此相对，制作者在《英国官方PlayStation杂志》的采访中称小遊戲「三三合会」的加入乃因卡牌游戏是日本的流行爱好。
为了维系异域风情，角色设计呈現欧洲人種的外貌。史克爾是最早创作的《最终幻想VIII》角色。野村想为史克爾的外貌留下独特标志，并强调他是游戏的核心角色，在他的眉毛到鼻梁上留下一道顯眼的伤疤。因尚未构思角色的详细背景故事，故野村将史克爾伤疤的由來創作交给编剧野岛一成。史克爾使用的枪刃——一种将枪與剑结合的虚构武器，原理类似現實中的振動刀，以剑的劈砍为主，同时用子彈的擊發引起刀刃震动提高伤害。他的造型设计中外套上的毛皮裝飾，在當時對游戏的全动态影像设计师為一個圖像上的挑战。此外野村某些先前绘制但没在最终幻想游戏中使用的设计被纳入《最终幻想VIII》。这些是Edea、风神和雷神的设计。后两者最初是为《最终幻想VII》设计的，但游戏使用塔克斯角色后，便认为不再需要风神和雷神了。野村是在開發《最终幻想VII》之前依照天野喜孝的风格设计了Edea。野村认为召唤兽是独特的物种，没有服装或其他類似人类的概念。这成了難題，他不希望召唤兽“成为真正的怪物”，因此在设计召唤兽时為此投入大量心力。作为测试而创作的利维坦是首个召唤兽，出现在游戏演示中。在获得玩家的正面响应后，野村决定以类似風格创作其他的召唤兽。

### 剧情发展
《最终幻想VIII》由北濑构思情节，野村提供角色故事，野岛编写实际剧本。在游戏前期制作中，野村提议让游戏有“学生时代”的感觉。野岛当时心中已经构思了一个同年齡層主角群的故事，他们的思想主要來自所處的“学園”军事學校。野岛计划游戏采用两组彼此形成高度对比的玩家队伍（现在史克爾队伍和过去的拉格纳队伍），这一理念通过拉格纳团队的年龄和经历，与年轻稚嫩的史克爾团队来參照表达。野岛表示，玩家和主人公的聯繫與互動对他很重要，《最终幻想VII》和《最终幻想VIII》中的主人公克劳德·史特莱夫和史克爾都沉默寡言，但在FF8中，野岛编写的内容让玩家可以看到角色的心中想法，这和他经手的FF7主要靠玩家自行猜测角色心意有所不同。《最终幻想VIII》频繁通过对话框显示史克爾的内心想法，即使他没有把想法或感受告诉其他角色，玩家也能看到并了解。

### 其他媒体
1999年3月，即游戏发行一个月后，附有對游戏开发者深入采访的官方攻略本《最终幻想VIII Ultimania》发行。1999年11月又有一本主打遊戲中生物的折纸书发行。1999年9月22日，CD-ROM《最终幻想VIII桌面附件》发行，内含桌面图标、电脑壁纸、屏幕保护程序以及电子邮件应用，以及独立版小游戏三三合会，玩家可以和电脑或局域网中的玩家对战。
同样在1999年，一个PlayStation 2技术演示使用了《最终幻想VIII》的舞池场景。2000年，游戏的Windows版本发行。该移植版的图形更流畅、音效做了强化，同时内置了以陆行鸟「波可」为主角的小游戏《陆行鸟世界》（波可在《最终幻想VIII》的支线任务中登场）。对大多数北美和欧洲玩家而言，PC版游戏仅意味着玩到《陆行鸟世界》，因为原版小游戏需要用PocketStation掌上游戏机游玩，而此機从未在日本以外发售。《最终幻想VIII》2009年在PlayStation Network的PlayStation商店上架。
2012年12月18日，游戏再版收录于日本《Final Fantasy 25th Anniversary Ultimate Box》合辑中。基於PC版的升級版于2013年12月5日通过Steam发行。游戏能以1080P运行，但画面没有太大的改善，能在較新版的Windows系统上遊玩。

### 音乐
《最终幻想VIII》的原生由系列长期作曲者植松伸夫谱写。他尝试让歌曲建立在人们玩游戏的情感内涵上，并称他对情感的渴望更胜于技艺改进：“我认为若我们玩自己的游戏都不能落泪，那将是种羞愧”。他不能单独依照剧情决定角色的情感，而是要使用面貌和着装图像——“知道他们的情感何时处于高峰是很重要的，但是为了结束对话框，他们通常直到发行前一个月才敲定”。在回应IGN《最终幻想VIII》的音乐最为阴暗并可能受到剧情影响的提问时，植松称“音乐氛围的不同由情节决定，当然，将各种类型音乐融入一款游戏也是我的意图”。植松发现《最终幻想VI》和《最终幻想VII》那样的角色主题曲在本作未产生预期效果，故本作和前两作不同，没有角色主题曲。植松认为若诸角色在游戏中都有“最精彩的部分”，则自然可以有主题曲，但他认为《最终幻想VIII》只聚焦于斯考尔·莱因哈特和莉诺雅·哈蒂莉一对，便有了《Eyes on Me》主题曲。
1999年3月10日，DigiCube在日本发行了4 CD装原声专辑，此专辑由史克威尔艺电以《最终幻想VIII音乐合辑》名义2000年1月在北美发行。史克威尔艾尼克斯2004年5月10日在全球再版此专辑。1999年11月19日，DigiCube出版了管弦编曲选辑《Fithos Lusec Wecos Vinosec Final Fantasy VIII》，专辑选录了一些游戏曲目，史克威尔艾尼克斯后来在2004年7月22日再版此专辑。专辑曲目由滨口史郎管弦乐编并指挥现场演出。2000年1月21日，DigiCube发行了由小形真子演奏的钢琴编曲选辑《钢琴选辑 最终幻想VIII》，史克威尔艾尼克斯之后在2004年7月22日再版专辑。
配乐中有两首歌曲最为出名：在介绍游戏时播放的拉丁文合唱曲《Liberi Fatali》，以及华语歌手王菲演唱的流行音乐游戏主题曲《Eyes on Me》。在《最终幻想VII》制作临近尾声时，开发者提议使用一名歌手，但因根据游戏主题与故事缺乏推理，故而放弃这个设想。然而植松伸夫构想了一曲非常贴近《最终幻想VIII》主题和角色的民谣。最终游戏开发者在“无数”艺术家中决定选择王菲。植松称“他的声音和调式似乎恰好般配我对歌曲的意象”，她的族群“符合最终幻想的国际形象”。在洽谈后，《Eyes on Me》在香港以管弦乐录制。在日本发行的CD单曲销量超过40万，创造当时日本电子游戏音乐唱片销量纪录。《Liberi Fatali》被参加2004年雅典奥运会的一支花样游泳队伍选为伴乐。
《最终幻想VIII》的音乐还在多场最终幻想音乐会中演出。如东京爱乐交响乐团演出的“20020220 最终幻想的音乐”中演奏了《Liberi Fatali》、《Don't Be Afraid》、《Love Grows》和《The Man with the Machine Gun》，2004年“Tour de Japon”系列演出了《The Oath》，同年举办的首场“Dear Friend”音乐会演出了《Liberi Fatali》和《Love Grows》，2005年“More Friends”音乐会则演出了《Maybe I'm a Lion》。2006年音乐会“Voices – Music from Final Fantasy”表演了《Liberi Fatali》、《Fisherman's Horizon》和《Eyes on Me》，“Distant Worlds”世界音乐会巡演则演奏过《Liberi Fatali》、《Fisherman's Horizon》、《Man with the Machine Gun》和《Love Grows》。游戏音乐还出现在非最终幻想专场音乐会上，如2006年的“Play! A Video Game Symphony”就以《最终幻想VIII》片头曲作为开场曲目。

## 评价
《最终幻想VIII》获得媒体积极评价以及商业成功。游戏是日本和英国的畅销游戏，北美版也在发售两日后登上美国最畅销电子游戏週榜首位，并占据此位超过3周。游戏在发售13周后收入5,000万美元，标志其成为當時销售最快的最终幻想作品。游戏在日本发售前4天约售出250万套。游戏在1999年底时全球销量超过600万。在2003年3月31日时本作的全球累計出货量達815万份，其中日本370万，日本以外445万。2008年游戏开场获得《Game Informer》“十大电子游戏开场”的第2名，并登上2002年IGN类似榜单的首位，IGN还称游戏结尾在全部PlayStation游戏中排第3位。2007年GameSpy将其列为最佳电子游戏影片的15位。2009年UGO.com则節選本作的部份橋段將之選入FF系列中最深刻的片段之一。《最终幻想VIII》位列日本杂志《Fami通》2006年读者票选史上最佳电子游戏第22名；2008年Gamasutra将游戏收录在20个必玩日式角色扮演游戏名单中，称“《最终幻想VIII》有大量做错了的，但更多的是它做对了的”。截至2009年9月，PS版本的全球出貨量已超過860萬份。截至2019年8月，不包含次月將上市的Remastered版本，本作的全球銷量已超過960萬份。
游戏系统获得的评价褒贬不一。IGN认为游戏最薄弱的部份：召唤兽的攻击场面“非常有电影艺术性”却太冗长，《电子游戏月刊》同样持此观点。他们还认为战斗系统非常复杂，但有著革新性，能讓“RPG狂热者为之沉迷”。《美国官方PlayStation杂志》称，可反复的魔法存储让结合系统成为游戏主要缺点，电子游戏杂志《Edge》称，战斗系统由若干“使人眼花缭乱的”复杂精细选项和“大多数玩家会饶有趣味”的技术组成。GameSpot称赞游戏系统道，使用结合系统“角色的发展性极为广阔”。
总体上，《最终幻想VIII》在系列作中算是毫不逊色。虽然Game Revolution批評游戏角色没有配音，但称赞了游戏的剧情和结局。《Edge》称《最终幻想VIII》是比《最终幻想VII》更为完善的游戏，但另一方面认为游戏拉長让故事不能“提供持续有力的敘事与支线情节”。杂志亦认为某些情节转折“没有适当处理与准备”，导致“很难對這部分情節有所共鳴”。《Edge》总体认为《最终幻想VIII》“又一個Final Fantasy系列的傑作”，总结称其“美術表現上令人惊讶，很难不引人注目，同时视界和演出近乎绝伦”。《电子游戏月刊》的评论类似，称游戏角色发展“是所有RPG中最棒的”，而“《最终幻想VIII》位于同类游戏的顶峰”。UGO.com称，系列中還没有其他游戏像《最终幻想VIII》那样已引起争议，《最终幻想VIII》是“大胆、创新的游戏”。IGN在2002年将游戏列为史上最佳PlayStation作品的第7名，位列《最终幻想VII》上方，IGN称《最终幻想VIII》“自前作FF7的基礎上又有了提升”。

PC移植版获得评价褒贬不一。《Maximum PC》称赞全动态影像过场“惊人”，还称他们不但逐渐开始习惯游戏系统，亦喜欢系統强调的团队协作，此外游戏视觉呈现也提升了吸引力。GameSpy称虽然《最终幻想VIII》和前作相比没有“巨大的飞跃”，但其游戏性和圖像表現相對有利，不过游戏在电脑上预渲染背景显得效果模糊，而且键盘偶尔操作困难。GameSpot批评游戏没有利用当时电脑的性能优势，称PlayStation版在视效和音效上都更胜一筹，并建议对于PC版，并非值得的采购選擇。 UGO.com还称移植版是原版副本的次品，其呈现反过来有碍对整体游戏评价。《电脑游戏世界》称赞移植版在原版上做出的某些变化，并加入了小游戏九宮幻卡，但却严厉批评移植版“偷懒”且“令人失望”，称它只是在突出原版游戏的缺陷。他们虽然表示不满，仍却将游戏列为2000年第20佳游戏。